# 秀丽野海棠
秀丽野海棠（学名：Bredia amoena）为野牡丹科野海棠属下的一个种。

## 扩展阅读
- 維基物種上的相關：秀丽野海棠